# 伊佐良紫築
伊佐良 紫築（いさら しづき）は、日本の小説家。北海道札幌市在住。

## 人物・経歴
北海学園大学人文学部（田中綾ゼミ）卒業。2013年、第1回ラノベ文芸賞にて、投稿作『Electro Fairy』で《審査員特別賞》を受賞。翌年に、同作を改題した『うみまち鉄道運行記 サンミア市のやさしい鉄道員たち』でデビューした。受賞した際のペンネームは桜木紫築(綾辻行人の小説「Another」の登場人物、桜木ゆかりに因む)であったが、桜木紫乃とかぶるためデビューに際して改名している。
乗り物全般を好み、特に路面電車と軍艦を好むという。

## 作品履歴
- うみまち鉄道運行記 サンミア市のやさしい鉄道員 (富士見L文庫 ISBN 978-4-04-070397-8 2014年11月13日発売)
- 紅茶館くじら亭ダイアリー シナモン・ジンジャーは雪解けの香り（富士見L文庫 ISBN 978-4-04-072160-6 2017年2月15日発売）

## 関連リンク
- 伊佐良紫築 (@SHIS_SCT3300) - X（旧Twitter）